# Мегали Панагия
Вижте пояснителната страница за други населени места с името Панагия.
Мегали Панагия или Ревеник (на гръцки: Μεγάλη Παναγία, до 1924 година Ρεβενίκια, Ревеникия) е село на Халкидическия полуостров, Гърция, част от дем Аристотел, област Централна Македония. Според преброяването от 2001 година броят на жителите му е 2727.

## Георгафия
Селото е разположено в историко-географската област Мадемски села (Мадемохория). Намира се в югоизточната част на Халкидика, на 12 километра югоизточно от Арнеа (Леригово) и на 80 километра от Солун, в подножието на хълма Хтикела, част от южното подножие на Холомонда. На четири километра от селото е манастирът „Света Богородица Защитничка“.

## История

### Средновековие
Селото е едно от основните на полуострова и същевременно едно от най-старите – името му често се споменава в светогорските документи. Най-ранното свидетелство за него е споменаването на „крепостта Аравеникия“ (καστέλιον Αραβενικαίας) в 1379 година. Църквата „Рождество Богородично“ в крепостта се смята, че е от 1007 година. На реката на селото Комблицос е запазен каменният Ревенишки мост, смятан за хилядагодишен.

### В Османскаа империя
През османското владичество Ревеник е едно от големите мадемски села. В 1821 година е разрушено по време на Халкидическото въстание.
Александър Синве („Les Grecs de l’Empire Ottoman. Etude Statistique et Ethnographique“), който се основава на гръцки данни, в 1878 година пише, че в Ревеникия (Revénikia), Йерисовска епархия, живеят 960 гърци.
Към 1900 година според статистиката на Васил Кънчов („Македония. Етнография и статистика“) в Ревеник живеят 1120 жители гърци християни.
По данни на секретаря на Българската екзархия Димитър Мишев („La Macédoine et sa Population Chrétienne“) в 1905 година в Ревеник (Revenik) има 865 гърци.

### В Гърция
В 1912 година, по време на Балканската война, в Ревеник влизат гръцки части и след Междусъюзническата война в 1913 година остава в Гърция. В 1927 година селото е прекръстено на Мегали Панагия, по името на църквата „Света Богородица“.
В 1932 година много стари къщи на селото са разрушени от Йерисовското земетресение. Селото пострадва и през Втората световна война. В 1955 година е построена голямата енорийска църква „Свети Василий“.
До 2011 година Мегали Панагия е център на дем Панагия.
| Име              | Име              | Ново име    | Ново име    | Описание                                                    |
| ---------------- | ---------------- | ----------- | ----------- | ----------------------------------------------------------- |
| Виглес           | Βίγλες           | Σκοπός      | Σκοπός      | възвишение на ЮЗ от Мегали Панагия и на СЗ от Плана (441 m) |
| Бух Цаирия       | Μπούχ Τσαΐρια    | Ливади      | Λιβάδι      | местност на ЮЗ от Мегали Панагия и на СЗ от Плана           |
| Виглуда          | Βιγκλούδα        | Микроскопия | Μικροσκοπια | местност на Ю от Мегали Панагия и на СИ от Плана            |
| Бир Калива       | Μπύρ Καλύβα      | Монокаливо  | Μονοκάλυβο  | местност на Ю от Мегали Панагия                             |
| Цаирия           | Τσαΐρια          | Ливадес     | Λιβάές      | местност на Ю от Мегали Панагия                             |
| Байладес         | Μπαίλαδες        | Псилокорфес | Ψιλοκορφές  | възвишение на ЮЗ от Мегели Панагия и на СЗ от Плана         |
| Тараза Рахи      | Ταραζά Ράχη      | Врахаки     | Βραχάκι     | възвишение на ЮЗ от Мегели Панагия                          |
| Мазани Астриндес | Μαζάνη Αστρίνδες | Ститос      | Στήθος      | колиби на СЗ от Плана                                       |
| Склика           | Σκλίκα           | Воскес      | Βοσκές      | местност на Ю от Мегали Панагия                             |
| Бадинес          | Μπαντίνες        | Алпофолия   | Άλποφωλιὰ   | възвишение на ЮЗ от Мегали Панагия                          |
| Бода Рахи        | Μπόντα Ράχη      | Митери      | Μυτερή      | възвишение на СЗ от Мегели Панагия                          |